# Хінес де Пасамонте
Хінес де Пасамонте — вигаданий персонаж роману М. Сервантеса "Дон Кіхот". У творі з'являється двічі. 
Вперше з'являється у 22 розділі І частини роману як злочинець, якого звільнив Дон Кіхот. Пізніше Хінес разом з іншими звільненими самі рятуються від Дона Кіхота, а лицар потрапляє у розшук Святої Германдади. Звільнений злочинець також вкрав віслюка Санча Панси - джури Дон Кіхота. Крім того, відомо, що Хінес власноруч створив автобіографію - "Життя Хінеса де Пасамонте".
Вдруге цей персонаж з'являється у 26 розділі ІІ частини роману в ролі ляльковика, заявляючи, що він має здатність спілкуватися зі своїм папугою.